# Заозёрное (Акмолинская область)
Заозёрное (каз. Заозёрный) — село (до 2005 г. — посёлок городского типа) в Енбекшильдерском районе Акмолинской области Казахстана, образует административно-территориальную единицу «Село Заозёрное» со статусом сельского округа (соответствующий 3-му уровню административно-территориальной единицы).
- Код КАТО — 114538100[4].
- Код КАТО АТЕ — 114538000[5].

## География
Село расположено в северо-восточной части района, на расстоянии примерно 40 километров (по прямой) к северо-востоку от административного центра района — города Степняк.
Абсолютная высота — 248 метров над уровнем моря.
Климат холодно-умеренный, с хорошей влажностью. Среднегодовая температура воздуха положительная и составляет около +3,3°С. Среднемесячная температура воздуха в июле достигает +19,6°С. Среднемесячная температура января составляет около -15,5°С. Среднегодовое количество осадков составляет около 405 мм. Основная часть осадков выпадает в период с июня по август.
Ближайшие населённые пункты: аул Андыкожа батыра — на западе, аул Ангыл батыра — на северо-западе, село Краснофлотское — на востоке, село Кенащы — на юге.
С территории посёлка начинается железная дорога «Заозёрное — Аксу».

## История
В 1989 году являлся административным центром и единственным населённым пунктом Заозёрного поссовета в составе Кокчетавской области.
После упразднения Кокчетавской области, вместе с районом был включен в состав Акмолинской области. Поссовет был преобразован в поселковую администрацию.
Совместным решением Акмолинского областного маслихата и акимата Акмолинской области от 7 декабря 2005 года N ЗС-16-13 посёлок был переведён в категорию села Заозёрное. В связи с этим, согласно закону Республики Казахстан касаемо административно-территориального устройства, Заозёрная поселковая администрация была преобразована в административно-территориальную единицу (сельский акимат) «Село Заозёрное».
Бывший рабочий посёлок Заозёрный при урановом месторождении, население которого достигало 10 тыс. человек. В настоящее время шахты закрыты, инфраструктура разграблена, существует проблема радиоактивных отвалов.
Недалеко от посёлка расположены и действуют производственные мощности ТОО «ПО „Кокше-цемент“».

## Население
В 1999 году население села составляло 1896 человек (891 мужчина и 1005 женщин). По данным переписи 2009 года, в селе проживало 436 человек (220 мужчин и 216 женщин).

## Улицы[11]
В селе 4 улицы:
- ул. Заводская
- ул. Микрорайон
- ул. Шахтёрская
- ул. Школьная